# Proctitis postradiación
Las  proctitis postradiación son  las lesiones que sufre el recto durante o después de la aplicación de radioterapia sobre el mismo o los órganos adyacentes para tratar alguna enfermedad de la pelvis, generalmente cáncer de próstata, cáncer de recto, cáncer de vagina o cáncer de cuello de útero. La frecuencia y gravedad de la proctitis postradiación depende de la dosis de radiación administrada y del tiempo durante el que se administra, aunque intervienen otros factores, siendo más probable su aparición en pacientes con mala salud general y afectos de otras enfermedades como la diabetes. Los síntomas pueden prolongarse durante meses o años y consisten inicialmente en sensación de tenesmo, diarrea, sangrado e incontinencia fecal, más adelante surgen complicaciones, entre ellas la necrosis y ulceración de la mucosa intestinal y la aparición de fístulas que comunican la luz del recto con la vagina u otros órganos.